# Claudia Goldin
Claudia Goldin (Nova Iorque, 14 de maio de 1946) é uma economista (economia do trabalho, estudos de género e história do papel das mulheres na economia) e estadunidense, sendo atualmente professora e pesquisadora na Universidade de Harvard. É codiretora do Grupo Gender in Economics [ Estudos de Género em Economia ] do National Bureau of Economic Research (NBER) e foi diretora do programa de Desenvolvimento da Economia Americana do NBER de 1989 a 2017. A investigação de Claudia Goldin cobre uma vasta gama de tópicos: a mulher e o mercado de trabalho, a disparidade de género em relação aos rendimentos, a desigualdade de rendimentos, o progresso tecnológico, a educação e a imigração. Recentemente, em 2021, publicou o livro Career & Family: Women's Century-Long Journey toward Equity (Princeton University Press). A investigação que tem desenvolvido sobre as mulheres no mercado de trabalho teve impacto em diversos campos da economia (e.g. economia do trabalho, economia de género, economia da educação, economia do desenvolvimento, história económica). Estudou também o impacto da recente crise pandémica sobre as mulheres.
Claudia Goldin foi presidente da American Economic Association no ano académico de 2013–14. Em 1990, tornou-se a primeira mulher titular do departamento de economia de Harvard.
Em 2023, recebeu o Prémio Nobel Memorial de Ciências Económicas.

## Infância e educação
Goldin nasceu na cidade de Nova York em 1946 numa família judia e cresceu no complexo habitacional Parkchester, no Bronx. Quando criança, queria tornar-se arqueóloga, mas ao ler The Microbe Hunters (1927), de Paul de Kruif, no ensino secundário, sentiu-se atraída pela bacteriologia. No primeiro ano do ensino secundário, concluiu um curso de verão em microbiologia na Universidade Cornell e, depois de se formar na Escola Secundária de Ciências do Bronx, ingressou na Universidade Cornell com a intenção de estudar microbiologia.
Depois de obter o bacharelado em economia pela Universidade de Cornell, Goldin ingressou no programa de doutoramento em economia da Universidade de Chicago com a intenção de estudar organização industrial. Iniciou o programa de doutoramento nessa área. Após a chegada de Gary Becker (também prémio Nobel da Economia) a Chicago, interessou-e pela economia do trabalho e depois enveredou também pela história económica com Robert W. Fogel. Escreveu a dissertação de doutoramento sobre a escravidão nas cidades do sul dos EUA no período (1820-1860). tendo recebido o doutoramento em 1972. Após a pós-graduação, Goldin lecionou na Universidade de Wisconsin-Madison, na Universidade de Princeton e na Universidade da Pensilvânia antes de ingressar no departamento de economia da Universidade de Harvard em 1990.

## Carreira
Logo após a pós-graduação, Goldin lecionou na Universidade de Wisconsin, Madison mudando-se depois para a Universidade de Princeton em 1972,  e em 1979 para a Universidade da Pensilvânia. Entrou no departamento de economia da Universidade de Harvard em 1990, tendo sido a primeira mulher a receber uma posição nesse departamento. Claudia Goldin é membro do NBER desde 1978.
Claudia Goldin foi presidente da American Economic Association em 2013/14 e presidente da Economic History Association em 1999/2000 tendo sido eleita como membro de inúmeras organizações, incluindo a Academia Americana de Ciências Políticas e Sociais, a Sociedade de Economistas do Trabalho, a Sociedade Econométrica e a Academia Americana de Artes e Ciências. Recebeu vários doutoramentos Horonis Causa, incluindo da Universidade do Nebraska, da Universidade de Lund, do Instituto Universitário Europeu, da Universidade de Zurique, do Dartmouth College e da Universidade de Rochester. Foi editora do Journal of Economic History, de 1984 a 1988, e editora da série de monografias do NBER Long-term Factors in Economic Development, entre  1990 a 2017.
Em 2015, com financiamento da Fundação Alfred P. Sloan, Claudia Goldin iniciou o Undergraduate Women in Economics Challenge (UWE) Mulheres de Graduação em Economia para investigar a baixa participação feminina nos cursos superiores de economia. Realizou uma experiência de  ensaio aleatório controlado (RCT Randomized Control Trial) usando vinte instituições como 'grupo de tratamento' e outras universidades como 'grupo de controlo' para ver se programas implementados para fomentar a participação feminina no estudo universitário da economia cuja realização tivesse custos baixos poderiam alcançar os objectivos.

## Investigações
Goldin é particularmente conhecida por seu trabalho histórico sobre as mulheres e sobre as mulheres no mercado de trabalho. Os artigos mais influentes nessa área centraram-se na história da das mulheres na relação entre a carreira profissional e a família, a co-educação no ensino superior, o impacto da pílula anticoncepcional na carreira das mulheres e nas decisões de casamento, os apelidos das mulheres após o casamento como um indicador social, as razões pelas quais as mulheres são atualmente a maioria entre os estudantes universitários na maioria dos países desenvolvidos e o novo ciclo de vida das mulheres trabalhadoras.
Juntamente com o falecido Frank Lewis, escreveu o artigo amplamente citado sobre os custos económicos da Guerra Civil nos EUA "The Economic Cost of the American Civil War" (1978). Mais tarde,  foi co-autora com Kenneth Sokoloff dum texto sobre o papel das trabalhadoras, do trabalho infantil e das famílias de imigrantes e da classe trabalhadora nos EUA. Nessa altura, percebeu que as trabalhadoras tinham sido largamente ignoradas pela história económica  o que a motivou a investigar como a força de trabalho feminina evoluiu ao longo do tempo e o seu papel no crescimento económico. Os  principais artigos resultantes dessa linha de investigação incluem "Monitoring Costs and Occupational Segregation by Sex" (1987), "Life Cycle Labor Force Participation of Married Women" (1989) e "The Role of World War II in the Rise of Women's Employment" (1991). No livro Understanding the Gender Gap: An Economic History of American Women (1990) apresenta a história do crescimento do emprego das mulheres nos EUA desde o século XVIII até ao final do século XX, o papel no crescimento económico e por que existiram e continuam a existir disparidades de género nos rendimentos e no emprego.
Depois de escrever o seu livro sobre a história económica da força de trabalho feminina, iniciou a pesquisar a história da educação nos Estados Unidos. Publicou sobre o movimento do ensino secundário e a formação do ensino superior nos EUA que culminou no seu discurso presidencial na Economic History Association, "The Human-Capital Century and American Leadership: Virtues of the Past" (2001). Trabalhou com Lawrence Katz para compreender a história da desigualdade económica na América e sua relação com os progressos na educação. A sua investigação produziu muitos artigos sobre o assunto e foi culminada pela publicação, em co-autoria com Katz de The Race between Education and Technology (2008). A dupla de autores, unidos por laços de matrimónio, também trabalhou na determinação do valor de uma educação universitária no mercado de trabalho através do seu artigo de 2016 "The Value of Postsecondary Credentials in the Labor Market: An Experimental Study".
Claudia Goldin continuou a trabalhar em vários tópicos de muita atualidade tais como: as origens das restrições à imigração, a criação do seguro de desemprego nos EUA, o papel da imprensa na redução da corrupção e o impacto da pandemia do Covid-19 sobre as mulheres.
São múltiplas as publicações sobre a igualdade de género. "Orchestrating Impartiality: The Effect of ‘Blind’ Auditions on Female Musicians" (com Rouse, 2000) está entre seus artigos mais citados."The Power of the Pill: Oral Contraceptives and Women's Career and Marriage Decisions" (com Katz, 2002) e "The U-Shaped Female Labor Force Function in Economic Development and Economic History" (1995) são alguns dos artigos que abrirem novas pistas de para investigação.
Mais recentemente, focou-se no estudo das carreiras das mulheres universitárias  e na relação com a respetiva situação familiar investigando as razões para a as desigualdades de género que persistem em relação aos rendimentos em contexto universitário.  O seu discurso presidencial na American Economic Association, "A Grand Gender Convergence: Its Last Chapter" indica que o "último capítulo" [ da convergência para a igualdade de género] deve ser passar a existir igualdade entre homens e mulheres no mercado de trabalho. O livro publicado em 2021 Career and Family: Women’s Century-Long Journey toward Equity apresentaa evolução do papel da mulher ao longo da história, assinala tendências e conclui com o impacto da pandemia do Covid-19 nas carreiras das mulheres e na equidade do casal.

## Prémios
- 2005 - Prémio Carolyn Shaw Bell de 2005 da American Economic Association.[7]
- 2008 - RR. Prêmio Hawkins, The Professional and Scholarly Publishing Division of the Association of American Publishers.[carece de fontes?]
- 2008 - Prémio Richard A. Lester Award for the Outstanding Book  Industrial Relations and Labor Economics.[carece de fontes?]
- 2009 - Mincer Prize da Society of Labor Economists.[carece de fontes?]
- 2009 - Prémio John R. Commons da Omicron Delta Epsilon, a sociedade de homenagem à economia.[8]
- 2016 - Prémio IZA de Economia do Trabalho "pelo seu trabalho ao longo de sua carreira sobre a história económica das mulheres na educação e no mercado de trabalho."[9]
- 2019 - BBVA Foundation Frontiers in Knowledge Award na categoria Economia, Finanças e Gestão por suas contribuições à análise das disparidades de género.[10]
- 2020 - Prémio Erwin Plein Nemmers de Economia 2020.[11]
- 2021 - Richard A. Lester Book Award for the Outstanding Book  in Industrial Relations and Labor Economics[carece de fontes?]
- 2022 - Visionary Award do  Council for Economic Education dos EUA[carece de fontes?]
- 2023 - Prémio Nobel Memorial de Ciências Económicas[12]
- 2023 - 100 mulheres mais inspiradoras do mundo pela BBC.[13]

## Obras selecionadas
- GOLDIN, Claudia Dale. Understanding the Gender Gap: An Economic History of American Women. Nova York: Oxford University Press, 1990,ISBN 978-0-19-505077-6 .
- Goldin, Claudia Dale et al. Strategic Factors in Nineteenth Century American Economic History: A Volume to Honor Robert W. Fogel. Chicago: Universidade de Chicago Press, 1992,ISBN 978-0-226-30112-9 .
- Goldin, Claudia Dale e Gary D. Libecap. Regulated Economy: A Historical Approach to Political Economy. Chicago: Universidade de Chicago Press, 1994,ISBN 978-0-226-30110-5 .
- Bordo, Michael D., Claudia Dale Goldin e Eugene Nelson White. The Defining Moment: The Great Depression and the American Economy in the Twentieth Century.Chicago: Universidade de Chicago Press, 1998,ISBN 978-0-226-06589-2 .
- Glaeser, Edward L. e Claudia Dale Goldin. Corruption and Reform: Lessons from America's History. Chicago: Universidade de Chicago Press, 2006,ISBN 978-0-226-29957-0 .
- Goldin, Claudia Dale e Lawrence F. Katz . The Race Between Education and Technology. Cambridge, Massachusetts: Belknap Press da Harvard University Press, 2008,ISBN 978-0-674-02867-8 .
- Goldin, Claudia e Lawrence F. Katz. Women Working Longer: Increased Employment at Older Ages. Chicago: Universidade de Chicago Press, 2018.ISBN 978-0-226-53250-9ISBN 978-0-226-53250-9
- GOLDIN, Cláudia. Career & Family: Women's Century-Long Journey toward Equity . Princeton, Nova Jersey. Imprensa da Universidade de Princeton, 2021.ISBN 978-0-691-20178-8ISBN 978-0-691-20178-8
- "Extending the Race between Education and Technology" (com D. Autor e L. Katz), American Economic Review, Papers and Proceedings 110 (maio de 2020), pp. 347-51.
- "Bacias hidrográficas na mortalidade infantil: o papel da infraestrutura eficaz de água e esgoto, 1880 a 1920" (com M. Alsan), Journal of Political Economy 127(2, 2018), pp. 586–638.
- "O novo ciclo de vida do emprego das mulheres: corcundas desaparecendo, meios médios flácidos, topos em expansão" (com J. Mitchell), Journal of Economic Perspectives 31 (inverno de 2017), pp. 161–82.
- "A Grand Gender Convergence: Its Last Chapter", American Economic Review 104 (abril de 2014), pp. 1091–119.
- "Uma teoria da poluição e da discriminação: diferenças entre homens e mulheres em ocupações e rendimentos." Em L. Boustan, C. Frydman e R. Margo, Capital Humano e História: The American Record (Chicago: University of Chicago Press, 2014), pp. 313–48.
- "A 'revolução silenciosa' que transformou o emprego, a educação e a família das mulheres", American Economic Review, Papers and Proceedings, (Ely Lecture), 96 (maio de 2006), pp. 1–21